# Yunquera de Henares
Yunquera de Henares község Spanyolországban, Guadalajara tartományban. Yunquera de Henares Mohernando, Ciruelas, Tórtola de Henares, Fontanar, Guadalajara és Málaga del Fresno községekkel határos. Lakosainak száma 4566 fő (2024).

## Népesség
A település népessége az utóbbi években az alábbiak szerint változott:
| Lakosok száma | 2045 | 2294 | 2746 | 3460 | 3645 | 3795 | 3835 | 4044 | 4364 | 4566 |
|               | 2001 | 2004 | 2006 | 2009 | 2011 | 2014 | 2016 | 2019 | 2021 | 2024 |